# NGC 7799
NGC 7799 في الفهرس العام الجديد، هي مجرة، تقع في كوكبة الفرس الأعظم. اكتشفت في 7 نوفمبر 1863 بواسطة هاينريش لويس دريست.

## روابط خارجية
- NGC 7799 على موقع ويكي سكاي: DSS2, SDSS, GALEX, IRAS, Hydrogen α, X-Ray, Astrophoto, Sky Map, Articles and images